# Запорізький річковий порт
Запорíзький річкóвий порт (колишня назва — «Порт імені Леніна») — дочірнє підприємство Акціонерної судноплавної компанії «Укррічфлот», що спеціалізується на перевалці руди, коксу, вугілля, металобрухту, металовиробів, добрив, глини, піску, феросплавів, бокситів та функціонуванні інфраструктури водного транспорту, а саме вантажного річкового транспорту. Потужність порту з переробки вантажів становить 6 млн тонн/рік.
Запорізький річковий порт приймає судна типу «річка — море» довжиною до 180 м і осадкою до 4 м. Лоцманська проводка судна в порт або з порту, а також при перестановці судна з рейду до причалу, обов'язкова. Бункерування паливом і питною водою здійснюється в порту з берега. Територія порту становить 39,7 га і охоплює 13 вантажних причальних ліній загальною довжиною 2787,7 м, у тому числі два причали в порту Нікополь (297,2 м).

## Характеристики
- Розташування: 310 км від гирла річки Дніпро;
- Територія: 39,7 га;
- Навігація: березень — листопад;
- Максимальна осадка суден: 4 м;
- Вантажних причалів — 13.

## Підрозділи
- Нікопольський річковий порт (до 14.06.2011, включно)

## Російсько-українська війна
22 березня 2024 року, внаслідок масованого обстрілу Дніпровської ГЕС у Запоріжжі зазнав пошкодження річковий порт, а в парковій зоні поблизу порту від ракетних ударів утворилась велика вирва.

## Транспортні послуги
Від станції Імені Анатолія Алімова відгалужена електрифікована залізнична лінія  до вантажної станції Запорізької дирекції Придніпровської залізниці Порт-Велике Запоріжжя поруч з вантажним терміналом річкового порту.
ДП «Адміністрація річкових портів», на приміських лініях під час навігації, здійснює перевезення мешканців міста Запоріжжя до садово-городніх ділянок м. Запоріжжя. До річкового порту курсують автобуси: № 19, 40, 40а, 80, 89.